# Xadas
Bruno Alexandre Vieria Almeida, meglio noto come  Xadas (Oliveira de Azeméis, 2 dicembre 1997), è un calciatore portoghese, centrocampista o ala del Tianjin Jinmen Hu.

## Caratteristiche tecniche
Centrocampista di piede mancino molto duttile e veloce, può essere schierato sia da ala destra che da trequartista. Dotato tecnicamente, ha una grande accelerazione e un ottimo controllo palla; i suoi punti deboli sono il colpo di testa e la scarsa vena realizzativa. Per le sue caratteristiche è stato paragonato a Rui Costa.

## Carriera

### Club
Cresciuto nelle giovanili del Braga, ha debuttato in prima squadra il 2 aprile 2017 nel match pareggiato 3-3 contro il Marítimo.

### Nazionale
Nel 2017 ha partecipato con la Nazionale Under-20 portoghese al mondiale di categoria.

## Statistiche

### Presenze e reti nei club
Statistiche aggiornate al 2 gennaio 2019.
| Stagione        | Squadra         | Campionato      | Campionato | Campionato | Coppe nazionali | Coppe nazionali | Coppe nazionali | Coppe continentali | Coppe continentali | Coppe continentali | Altre coppe | Altre coppe | Altre coppe | Totale | Totale |
| Stagione        | Squadra         | Comp            | Pres       | Reti       | Comp            | Pres            | Reti            | Comp               | Pres               | Reti               | Comp        | Pres        | Reti        | Pres   | Reti   |
| --------------- | --------------- | --------------- | ---------- | ---------- | --------------- | --------------- | --------------- | ------------------ | ------------------ | ------------------ | ----------- | ----------- | ----------- | ------ | ------ |
| 2015-2016       | Braga B         | SL              | 4          | 0          | -               | -               | -               | -                  | -                  | -                  | -           | -           | -           | 4      | 0      |
| 2016-2017       | Braga B         | SL              | 30         | 11         | -               | -               | -               | -                  | -                  | -                  | -           | -           | -           | 30     | 11     |
| Totale Braga B  | Totale Braga B  | Totale Braga B  | 34         | 11         |                 | -               | -               |                    | -                  | -                  |             | -           | -           | 34     | 11     |
| 2016-2017       | Braga           | PL              | 4          | 0          | TdP+TdL         | -               | -               | UEL                | -                  | -                  | -           | -           | -           | 4      | 0      |
| 2017-2018       | Braga           | PL              | 21         | 2          | TdP+TdL         | 1+3             | 0               | UEL                | 9                  | 0                  | -           | -           | -           | 33     | 2      |
| 2018-2019       | Braga           | PL              | 4          | 0          | TdP+TdL         | 0+0             | 0               | UEL                | 1                  | 0                  | -           | -           | -           | 5      | 0      |
| Totale Braga    | Totale Braga    | Totale Braga    | 29         | 2          |                 | 4               | 0               |                    | 10                 | 0                  |             | -           | -           | 43     | 2      |
| Totale carriera | Totale carriera | Totale carriera | 63         | 13         |                 | 4               | 0               |                    | 10                 | 0                  |             | -           | -           | 86     | 13     |

## Palmarès

### Competizioni nazionali
- Coppa di Lega portoghese: 1

Braga: 2019-2020